# Resolución de triángulos

Disposición de los elementos característicos de un triángulo:
- (A,B, C) Vértices
- (a,b, c) Lados
- (α, β, γ) Ángulos

Suma de los ángulos de un triángulo en el plano: 180°.

La resolución de triángulos (del latín solutio triangulorum) es uno de los principales problemas de los que se ocupa la trigonometría. Consiste en determinar las dimensiones características de un triángulo (sus ángulos y las longitudes de sus lados), cuando algunos de estos datos son conocidos. El triángulo se encuentra en un plano o en una esfera. Aplicaciones que requieren la resolución de triángulos incluyen la geodesia, la astronomía, la construcción y la navegación.

## Resolución de triángulos en el plano

Notación de los elementos de un triángulo.

Un triángulo de forma general tiene seis características principales (véase el cuadro): tres lineales (las longitudes de los lados a, b, c) y tres angulares (α, β, γ). En los problemas clásicos de trigonometría en el plano se deben especificar tres de las seis características y determinar las otras tres. En este sentido, un triángulo puede ser determinado por completo únicamente en los siguientes casos:
- Tres de sus lados (LLL)
- Dos lados y el ángulo incluido (LAL)
- Dos lados y un ángulo no comprendido entre ellos (LLA), si la longitud del lado adyacente al ángulo es menor que la longitud del otro lado.
- Un lado y los dos ángulos adyacentes a él (ALA)
- Un lado, el ángulo opuesto a él y un ángulo adyacente (AAL)
- Tres ángulos (AAA) sobre la esfera (pero no en el plano).

Para todos los casos en el plano, se debe especificar al menos la longitud de uno de los lados. Si solo se dan los ángulos, no es posible determinar las longitudes de los lados, ya que cualquier triángulo semejante es una solución del problema.

### Teoremas principales

Esquema general de los pasos y teoremas utilizados en la resolución de triángulos. En color verde, las características conocidas, y en color gris, las desconocidas.

El método general para resolver el problema es utilizar relaciones trigonométricas fundamentales.
Teorema del coseno
{\displaystyle a^{2}=b^{2}+c^{2}-2bc\cos \alpha }
{\displaystyle b^{2}=a^{2}+c^{2}-2ac\cos \beta }
{\displaystyle c^{2}=a^{2}+b^{2}-2ab\cos \gamma }
Teorema de los senos
{\displaystyle {\frac {a}{\operatorname {sen} \alpha }}={\frac {b}{\operatorname {sen} \beta }}={\frac {c}{\operatorname {sen} \gamma }}}
Suma de ángulos
{\displaystyle \alpha +\beta +\gamma =180^{\circ }}
Teorema de la tangente
{\displaystyle {\frac {a-b}{a+b}}={\frac {\mathrm {tan} [{\frac {1}{2}}(\alpha -\beta )]}{\mathrm {tan} [{\frac {1}{2}}(\alpha +\beta )]}}.}
Existen otras relaciones generales (a veces útiles en la práctica): el Teorema de la cotangente y las Fórmulas de Mollweide.

### Notas

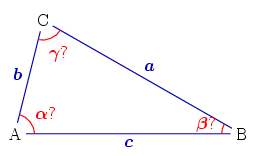
Tres lados dados

### Tres lados dados (LLL)
Se especifican las longitudes de los tres lados a, b, c. Para encontrar los ángulos α, β, puede ser utilizado el teorema del coseno:
{\displaystyle \alpha =\arccos {\frac {b^{2}+c^{2}-a^{2}}{2bc}}}
{\displaystyle \beta =\arccos {\frac {a^{2}+c^{2}-b^{2}}{2ac}}.}
Entonces, el ángulo γ = 180° − α − β.
Algunas fuentes recomiendan para determinar el ángulo β utilizar el teorema de los senos pero (como se ha indicado en la Nota 1) se corre el riesgo de confundir un ángulo agudo con uno obtuso.
Otro método de cálculo de los ángulos de lados conocidos es aplicar el teorema de la cotangente.
Nota:
(Para que el problema tenga solución, se debe verificar necesariamente que "la suma de las longitudes de los dos lados más cortos, tiene que ser mayor o igual que la longitud del lado más largo". En caso contrario, es inmediato comprobar que no se puede formar un triángulo con ellos; o lo que es equivalente, en las fórmulas propuestas, se obtendría un coseno mayor que 1 o menor que -1, lo que deja sin solución el problema.)
Área
El área se calcula por la fórmula de Herón {\displaystyle A={\sqrt {s(s-a)(s-b)(s-c)}}} donde {\displaystyle s={\frac {a+b+c}{2}}}
Área usando la fórmula de Jesús Sánchez:

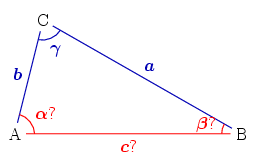
Dos lados y el ángulo incluido dados.

{\displaystyle A={\frac {\sqrt {(a+b+c)(b+c-a)(a^{2}-(b-c)^{2})}}{4}}}

### Dos lados y el ángulo que forman (LAL)
En este caso se conocen las longitudes de los lados a, b y el ángulo γ entre estos lados. El tercer lado puede determinarse a partir del teorema del coseno:
{\displaystyle c={\sqrt {a^{2}+b^{2}-2ab\cos \gamma }}.}
Para calcular el segundo ángulo se utiliza el teorema del coseno:

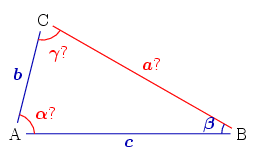
Dos lados y un ángulo no incluido dados.

{\displaystyle \alpha =\arccos {\frac {b^{2}+c^{2}-a^{2}}{2bc}}.}
Finalmente, β = 180° − α − γ.
área
{\displaystyle A={\frac {1}{2}}ab\cdot sen\gamma }

### Dos lados y un ángulo no incluido dados (LLA)
Este problema no es resoluble en todos los casos; la solución será única solo si la longitud del lado adyacente al ángulo es más corta que la longitud del otro lado. Se supone que se conocen dos lados b, c y el ángulo β. La ecuación para el ángulo γ puede obtenerse del teorema de los senos:
{\displaystyle \operatorname {sen} \gamma ={\frac {c}{b}}\operatorname {sen} \beta .}
También se tiene que D = cb sen β (del lado derecho de la ecuación). Hay cuatro casos posibles:
1. Si D > 1, tal triángulo no existe, porque el lado b no alcanza la línea BC. Por la misma razón, no existe solución si el ángulo β ≥ 90° y b ≤ c.
2. Si D = 1, existe una solución única: γ = 90°, es decir, se trata de un triángulo rectángulo.Las dos soluciones del triángulo.

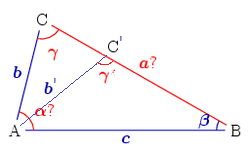
Las dos soluciones del triángulo.

3. Si D < 1, dos alternativas son posibles:
  1. Si b < c, el ángulo γ puede ser agudo: γ = arcsin D u obtuso: γ′ = 180° - γ. La imagen de la derecha muestra el punto de C, la b y el ángulo de γ como la primera solución y la C′ punto, lado b′ y el ángulo de γ′ como la segunda solución.
  2. Si b ≥ c entonces β ≥ γ (el lado más grande corresponde a un ángulo más grande). Puesto que ningún triángulo puede tener dos ángulos obtusos, γ es un ángulo agudo y la solución γ = arcsin D es única.

Una vez obtenido γ, el tercer ángulo es α = 180° − β − γ.
El tercer lado puede encontrarse utilizando el teorema de los senos:

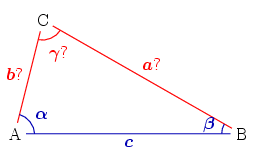
Un lado y dos ángulos adyacentes dados.

{\displaystyle a=b\ {\frac {\operatorname {sen} \alpha }{\operatorname {sen} \beta }}}

### Un lado y dos ángulos adyacentes dados (ALA)
Los datos conocidos son el lado c y los ángulos α, β. El tercer ángulo γ = 180° − α − β.
Se pueden calcular los dos lados desconocidos utilizando el teorema de los senos:
{\displaystyle a=c\ {\frac {\operatorname {sen} \alpha }{\operatorname {sen} \gamma }};\quad b=c\ {\frac {\operatorname {sen} \beta }{\operatorname {sen} \gamma }}.}
área
{\displaystyle A={\frac {c^{2}\operatorname {sen} \alpha sen\beta }{2\operatorname {sen}(\alpha +\beta )}}} 

### Un lado, un ángulo adyacente y el ángulo opuesto dados (AAL)
El procedimiento para la resolución de un triángulo AAL es la mismo que para un triángulo ALA: primero, se halla el tercer ángulo mediante el uso de la propiedad de la suma de los ángulos de un triángulo, y luego se calculan los otros dos lados usando el teorema de los senos.

## Resolución de triángulos esféricos

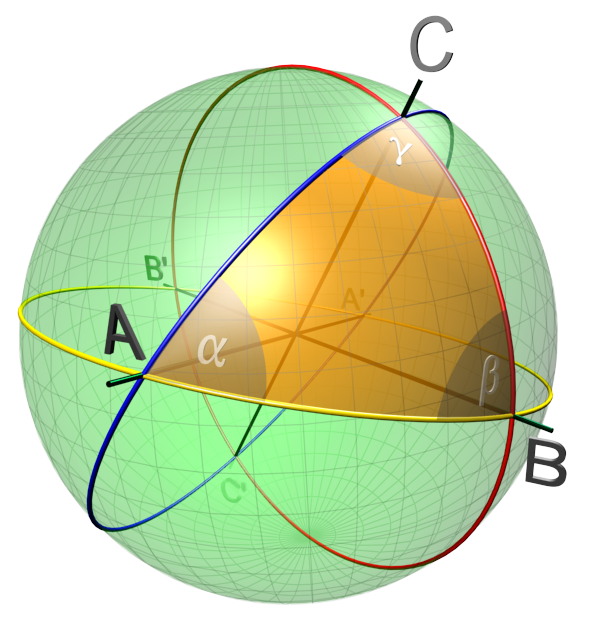
Triángulo esférico

Un triángulo esférico general se determina completamente por tres de sus seis características (3 lados y 3 ángulos). Debe tenerse en cuenta que los lados a, b, c de un triángulo esférico se miden por unidades angulares en lugar de lineales, basadas en los ángulos centrales correspondientes.
La resolución de triángulos para la geometría esférica (una geometría no euclídea) tiene algunas diferencias con el caso del plano. Por ejemplo, la suma de los tres ángulos α + β + γ no es constante, y depende de la configuración de cada triángulo. Además, no hay triángulos semejantes desiguales, por lo que el problema de construir un triángulo con tres ángulos especificados tiene solución única. Las relaciones básicas para resolver un problema son similares a los del caso del plano: véase teorema del coseno (esférico) y teorema de los senos (esférico).
Entre otras relaciones que pueden ser útiles, están las fórmulas del semilado y las analogías de Napier:

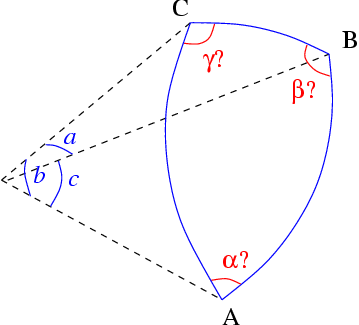
Tres lados dados.

- {\displaystyle \tan {\frac {c}{2}}\cos {\frac {\alpha -\beta }{2}}=\tan {\frac {a+b}{2}}\cos {\frac {\alpha +\beta }{2}}}
- {\displaystyle \tan {\frac {c}{2}}\operatorname {sen} {\frac {\alpha -\beta }{2}}=\tan {\frac {a-b}{2}}\operatorname {sen} {\frac {\alpha +\beta }{2}}}
- {\displaystyle \cot {\frac {\gamma }{2}}\cos {\frac {a-b}{2}}=\tan {\frac {\alpha +\beta }{2}}\cos {\frac {a+b}{2}}}
- {\displaystyle \cot {\frac {\gamma }{2}}\operatorname {sen} {\frac {a-b}{2}}=\tan {\frac {\alpha -\beta }{2}}\operatorname {sen} {\frac {a+b}{2}}.}

### Tres lados dados (LLL esférico)
Conocidos: los lados a, b, c (en unidades angulares). Se calculan los ángulos del triángulo mediante el teorema del coseno (esférico):

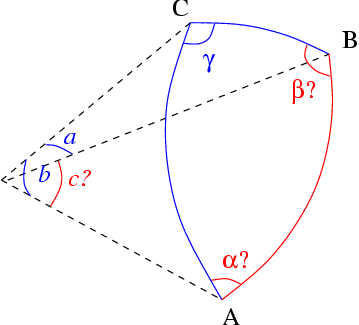
Dos lados y el ángulo incluido dados.

{\displaystyle \alpha =\arccos \left({\frac {\cos a-\cos b\ \cos c}{\operatorname {sen} b\ \operatorname {sen} c}}\right),}
{\displaystyle \beta =\arccos \left({\frac {\cos b-\cos c\ \cos a}{\operatorname {sen} c\ \operatorname {sen} a}}\right),}
{\displaystyle \gamma =\arccos \left({\frac {\cos c-\cos a\ \cos b}{\operatorname {sen} a\ \operatorname {sen} b}}\right).}

### Dos lados y el ángulo incluido dados (LAL esférico)
Conocidos: los lados a, b y el ángulo γ entre ellos. El lado c se puede calcular mediante la ley de los cosenos:
{\displaystyle c=\arccos \left(\cos a\cos b+\operatorname {sen} a\operatorname {sen} b\cos \gamma \right).}
Los ángulos α', β pueden calcularse como el anterior, o mediante el uso de las analogías de Napier:
{\displaystyle \alpha =\arctan \ {\frac {2\operatorname {sen} a}{\tan({\frac {\gamma }{2}})\operatorname {sen}(b+a)+\cot({\frac {\gamma }{2}})\operatorname {sen}(b-a)}},}
{\displaystyle \beta =\arctan \ {\frac {2\operatorname {sen} b}{\tan({\frac {\gamma }{2}})\operatorname {sen}(a+b)+\cot({\frac {\gamma }{2}})\operatorname {sen}(a-b)}}.}
Este problema se presenta en los cálculos de navegación, en los que se debe encontrar el círculo máximo que pasa por dos puntos de la Tierra especificados por su latitud y su longitud; en esta aplicación, es importante utilizar fórmulas que no sean susceptibles a errores de redondeo. Para ello, pueden emplearse las siguientes fórmulas (que se pueden derivar mediante álgebra vectorial):
{\displaystyle {\begin{aligned}c&=\arctan {\frac {\sqrt {(\operatorname {sen} a\cos b-\cos a\operatorname {sen} b\cos \gamma )^{2}+(\operatorname {sen} b\operatorname {sen} \gamma )^{2}}}{\cos a\cos b+\operatorname {sen} a\operatorname {sen} b\cos \gamma }},\\\alpha &=\arctan {\frac {\operatorname {sen} a\operatorname {sen} \gamma }{\operatorname {sen} b\cos a-\cos b\operatorname {sen} a\cos \gamma }},\\\beta &=\arctan {\frac {\operatorname {sen} b\operatorname {sen} \gamma }{\operatorname {sen} a\cos b-\cos a\operatorname {sen} b\cos \gamma }},\end{aligned}}}
donde los signos de los numeradores y denominadores en las expresiones deben utilizarse para determinar el cuadrante del arco tangente.

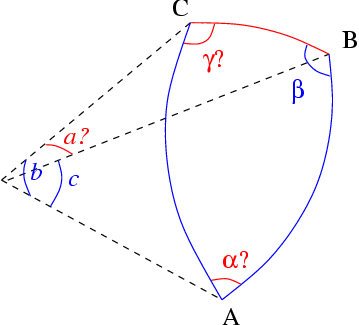
Dos lados y un ángulo no incluido dados.

### Dos lados y el ángulo no incluido dados (LLA esférico)
Este problema no es resoluble en todos los casos; la solución es única solo si la longitud del lado adyacente al ángulo es más corto que el otro lado. Son conocidos: los lados b, c y el ángulo β no incluido entre ellos. Existe una solución si se cumple la condición siguiente:
{\displaystyle b>\arcsin(\operatorname {sen} c\,\operatorname {sen} \beta ).}
El ángulo γ se puede determinar mediante el teorema de los senos esférico:
{\displaystyle \gamma =\arcsin \left({\frac {\operatorname {sen} c\,\operatorname {sen} \beta }{\operatorname {sen} b}}\right).}
Como en el caso del plano, si b < c entonces hay dos soluciones: γ y 180° - γ.
Se pueden determinar otros dos elementos característicos utilizando las analogías de Napier:

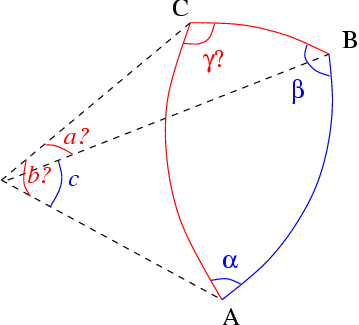
Un lado y dos ángulos adyacentes dados.

{\displaystyle a=2\arctan \left[\tan \left({\tfrac {1}{2}}(b-c)\right){\frac {\operatorname {sen} \left({\tfrac {1}{2}}(\beta +\gamma )\right)}{\operatorname {sen} \left({\tfrac {1}{2}}(\beta -\gamma )\right)}}\right],}
{\displaystyle \alpha =2\operatorname {arccot} \left[\tan \left({\tfrac {1}{2}}(\beta -\gamma )\right){\frac {\operatorname {sen} \left({\tfrac {1}{2}}(b+c)\right)}{\operatorname {sen} \left({\tfrac {1}{2}}(b-c)\right)}}\right].}

### Un lado y los dos ángulos adyacentes dados (ALA esférico)
Conocido: el lado c y los ángulos a, ß. Primero se determina el ángulo de γ con el teorema del coseno esférico:
{\displaystyle \gamma =\arccos(\operatorname {sen} \alpha \operatorname {sen} \beta \cos c-\cos \alpha \cos \beta ).\,}
Los dos lados desconocidos se calculan mediante el teorema del coseno esférico (mediante el ángulo calculado γ):
{\displaystyle a=\arccos \left({\frac {\cos \alpha +\cos \beta \cos \gamma }{\operatorname {sen} \beta \operatorname {sen} \gamma }}\right),}
{\displaystyle b=\arccos \left({\frac {\cos \beta +\cos \gamma \cos \alpha }{\operatorname {sen} \gamma \operatorname {sen} \alpha }}\right),}
o mediante el uso de las analogías de Napier:

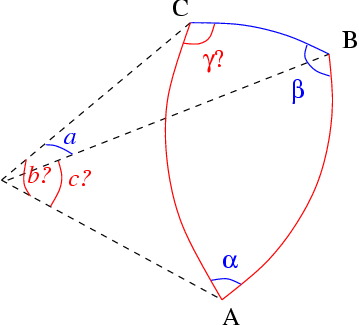
Un lado, un ángulo adyacente y el ángulo opuesto dados.

{\displaystyle a=\arctan \left[{\frac {2\operatorname {sen} \alpha }{\cot({\frac {c}{2}})\operatorname {sen}(\beta +\alpha )+\tan({\frac {c}{2}})\operatorname {sen}(\beta -\alpha )}}\right],}
{\displaystyle b=\arctan \left[{\frac {2\operatorname {sen} \beta }{\cot({\frac {c}{2}})\operatorname {sen}(\alpha +\beta )+\tan({\frac {c}{2}})\operatorname {sen}(\alpha -\beta )}}\right].}

### Un lado, un ángulo adyacente y el ángulo opuesto dados (AAL esférico)
Se conocen: el lado a y los ángulos a, ß. El lado b se puede deducir del teorema de los senos esférico:
{\displaystyle b=\arcsin \left({\frac {\operatorname {sen} a\,\operatorname {sen} \beta }{\operatorname {sen} \alpha }}\right).}
Si el ángulo de la parte a es agudo y a > ß, existe otra solución:
{\displaystyle b=\pi -\arcsin \left({\frac {\operatorname {sen} a\,\operatorname {sen} \beta }{\operatorname {sen} \alpha }}\right).}
Se pueden determinar los otros elementos característicos utilizando las analogías de Napier:

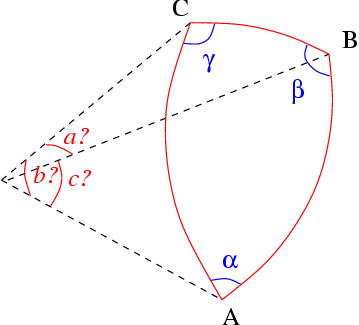
Tres ángulos dados.

{\displaystyle c=2\arctan \left[\tan \left({\tfrac {1}{2}}(a-b)\right){\frac {\operatorname {sen} \left({\tfrac {1}{2}}(\alpha +\beta )\right)}{\operatorname {sen} \left({\frac {1}{2}}(\alpha -\beta )\right)}}\right],}
{\displaystyle \gamma =2\operatorname {arccot} \left[\tan \left({\tfrac {1}{2}}(\alpha -\beta )\right){\frac {\operatorname {sen} \left({\tfrac {1}{2}}(a+b)\right)}{\operatorname {sen} \left({\frac {1}{2}}(a-b)\right)}}\right].}

### Tres ángulos dado (AAA esférico)
Se conocen: los ángulos a, ß, γ. Mediante el teorema del coseno esférico se deduce que:
{\displaystyle a=\arccos \left({\frac {\cos \alpha +\cos \beta \cos \gamma }{\operatorname {sen} \beta \operatorname {sen} \gamma }}\right),}
{\displaystyle b=\arccos \left({\frac {\cos \beta +\cos \gamma \cos \alpha }{\operatorname {sen} \gamma \operatorname {sen} \alpha }}\right),}
{\displaystyle c=\arccos \left({\frac {\cos \gamma +\cos \alpha \cos \beta }{\operatorname {sen} \alpha \operatorname {sen} \beta }}\right).}

### Resolución de triángulos rectángulos esféricos
Los algoritmos anteriores se convierten en mucho más simples si uno de los ángulos del triángulo (por ejemplo, el ángulo C) es un ángulo recto. Este tipo de triángulos esféricos se define por completo con dos elementos, y los otros tres pueden calcularse mediante las analogías de Napier o con las  relaciones siguientes.
{\displaystyle \operatorname {sen} a=\operatorname {sen} c\cdot \operatorname {sen} A} (del teorema de los senos esférico)
{\displaystyle \tan a=\operatorname {sen} b\cdot \tan A}
{\displaystyle \cos c=\cos a\cdot \cos b} (del teorema del coseno esférico)
{\displaystyle \tan b=\tan c\cdot \cos A}
{\displaystyle \cos A=\cos a\cdot \operatorname {sen} B} (también del teorema del coseno)
{\displaystyle \cos c=\cot A\cdot \cot B}

## Algunas aplicaciones

### Triangulación

Medida de una distancia por triangulación

Se quiere medir la distancia d a la costa de una nave situada en el mar mediante triangulación, disponiendo de dos puntos de observación en la orilla situados a una distancia conocida l entre ellos (la línea dbase). Sean α, β los ángulos entre la línea base y las visuales a la nave.
De las fórmulas anteriormente (caso ALA) se puede definir la longitud de la altura del triángulo:
{\displaystyle d={\frac {\operatorname {sen} \alpha \,\operatorname {sen} \beta }{\operatorname {sen}(\alpha +\beta )}}\,l={\frac {\tan \alpha \,\tan \beta }{\tan \alpha +\tan \beta }}\,l.}
Este método se utiliza en cabotaje. Se definen los ángulos α, β mediante la observación de la nave desde dos puntos conocidos.

Cómo medir la altura de una montaña.

Si se quiere medir la altura h de una montaña o un edificio alto, se determinan los ángulos α, β desde dos puntos del terreno a la parte superior. Sea l la distancia entre estos dos puntos. De las fórmulas del caso ALA se obtiene:
{\displaystyle h={\frac {\operatorname {sen} \alpha \,\operatorname {sen} \beta }{\operatorname {sen}(\beta -\alpha )}}\,l={\frac {\tan \alpha \,\tan \beta }{\tan \beta -\tan \alpha }}\,l.}

### Distancia entre dos puntos del globo terrestre
Para calcular la distancia entre dos puntos del globo terrestre (o de cualquier esfera de radio conocido),a patir de sus coordenadas geográficas (latitud y longitud): 
Punto A: latitud λA, longitud LA, y
Punto B: latitud λB, longitud LB
Se considera el triángulo esférico ABC, donde C es el Polo Norte. Se pueden deducir las relaciones siguientes:
{\displaystyle a=90^{\mathrm {o} }-\lambda _{\mathrm {B} },\,}
{\displaystyle b=90^{\mathrm {o} }-\lambda _{\mathrm {A} },\,}
{\displaystyle \gamma =L_{\mathrm {A} }-L_{\mathrm {B} }.\,}
A partir del caso de dos lados y el ángulo incluido conocidos en la esfera, se obtiene de las fórmulas que:
{\displaystyle \mathrm {AB} =R\arccos \left[\operatorname {sen} \lambda _{\mathrm {A} }\,\operatorname {sen} \lambda _{\mathrm {B} }+\cos \lambda _{\mathrm {A} }\,\cos \lambda _{\mathrm {B} }\,\cos \left(L_{\mathrm {A} }-L_{\mathrm {B} }\right)\right].}
En este caso R es el radio de la Tierra.